# 悖論 (科羅拉多州)
悖論（英語：Paradox）是位於美國科羅拉多州蒙特羅斯縣的一個非建制地區。該地的面積和人口皆未知。

## 地理
悖論的座標為38°22′06″N 108°57′45″W / 38.36833°N 108.96250°W，而該地的平均海拔高度為1615米（即5299英尺）。